# Graphiurus angolensis
Graphiurus angolensis är ett däggdjur i familjen sovmöss som förekommer i södra Afrika. Arten är nära släkt med Graphiurus rupicola och skillnaden mellan dessa två arter behöver förtydligas i framtida studier.

## Utseende
Denna sovmus blir 79 till 112 mm lång (huvud och bål), har en 70 till 96 mm lång svans och 17 till 20 mm långa bakfötter. Öronen är 14,5 till 18 mm långa. Ovansidan är täckt av mörkbrun, rödbrun, gulbrun eller ljusare brun päls och huvudets samt ryggens topp är ofta mörkast. På undersidan förekommer ljusgrå, krämfärgad eller vit päls. Ansiktet kännetecknas av en tydlig mask kring ögonen samt av krämfärgade kinder. Svansen har allmänt samma färg som bålens ovansida förutom spetsen som är vit.
Jämförd med Graphiurus rupicola är arten lite mindre och inte lika gråaktig. Dessutom finns vissa avvikelser i skallens konstruktion.

## Utbredning
Arten har två från varandra skilda populationer i centrala Angola respektive västra Zambia. Den vistas på högplatå mellan 1000 och 2000 meter över havet. Denna sovmus lever i mera torra landskap med buskar och träd.

## Ekologi
Denna sovmus klättrar främst i växtligheten och den antas vara nattaktiv men enstaka exemplar observerades på dagen. Individerna besöker ibland människans byggnader. Enligt ett fåtal iakttagelser är arten allätare. Honor hittades tillsammans med tre eller fyra ungar. Kanske har kullen upp till fem ungar.

## Status
Graphiurus angolensis är sällsynt och den listas därför av IUCN med kunskapsbrist (DD).